# Puig de Montgròs
El Puig de Montgròs és una muntanya de 312 metres que es troba al municipi de Lloret de Mar, a la comarca de la Selva.